# Otòlit

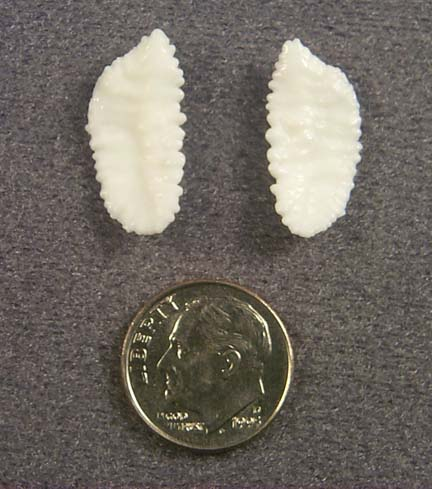
Otòlits d'un bacallà del Pacífic, (Gadus macrocephalus)

L'otòlit, (οτο, oto-, orella + λιθος, lithos, pedra), és una estructura de les màcules vestibulars del sàcul (màcula del sàcul) i de l'utricle (màcula de l'utricle). Així els otòlits estan situats en el laberint (orella interna).
L'estatocònia o otocònia és la denominació genèrica de les concrecions que conté l'endolimfa a nivell de les taques acústiques, formades per matèria orgànica i per carbonats de calci i de magnesi, {\displaystyle {\ce {CaCO3}}}i {\displaystyle {\ce {MgCO3}}} respectivament. Les més grosses reben el citat nom d'otòlit, i les més petites, de pols acústica.
El sàcul i l'utricle, són per tant, els òrgans amb otòlits. Són sensibles a la gravetat i l'acceleració lineal. A causa de la seva orientació al cap: 
- l'utricle és sensible a un canvi en el moviment horitzontal.
- el sàcul dona informació sobre l'acceleració vertical (per exemple, quan en un ascensor).

## Usos
Els otòlits de certs peixos (Lutjanidae, Sciaenidae, Epinephelus) són força grans. Antigament eren utilitzats per alguns pobles indígenes d'Amèrica com a amulet, com a moneda i per fer joieria.